# Edificio de las Cariátides
El edificio de las Cariátides (o antiguo Banco Español del Río de la Plata) es una edificación achaflanada situada en Madrid (España), en el número 49 de la calle de Alcalá, haciendo esquina con la calle Barquillo, sobre el solar de lo que anteriormente fue el palacio del Marqués de Casa-Irujo (vecino al palacio de Buenavista).
La denominación del edificio es de origen popular debido a la presencia de dos imponentes clásicas cariátides (columnas en forma de mujer) situadas a cada uno de los lados de la entrada principal del edificio. La sucursal del Banco Español del Río de la Plata adquirió estos terrenos para edificar su sede en la esquina de la calle del Barquillo con Alcalá. Los diseñadores y directores de obra encargados de construir el edificio en el año 1918 fueron los arquitectos Antonio Palacios y Joaquín Otamendi, El edificio fue sufriendo posteriores ampliaciones y modificaciones, que le hacen diferir ligeramente del actual. De la misma forma, el edificio ha cambiado de denominación a medida que ha ido cambiando de dueño: sede del Banco Español del Río de la Plata, luego del Banco Central, posteriormente del Banco Central Hispano y del Instituto de Crédito Oficial. Edificio de estilo ecléctico de carácter monumental: neoclasicismo griego (Neogriego). Desde octubre del año 2006 es la sede del Instituto Cervantes.

## Historia
La calle Alcalá, una de las calles más antiguas de Madrid, que desemboca en la Puerta del Sol, a comienzos de siglo XX apunta como un centro financiero de relevancia en la ciudad. Los derribos de la Nueva Gran Vía en 1911 ya indican los inicios de importantes transformaciones urbanísticas en la capital. La colaboración de dos jóvenes arquitectos, iniciada en 1904, tienen ya varios éxitos anteriores. El éxito de ambos ingenieros comienza al ganar adeptos tras vencer en el concurso público municipal del Palacio de Comunicaciones. Es de destacar que la arquitectura de Madrid se ve dominada, a comienzos del siglo XX, por la existencia de bancos e iglesias. Este edificio tiene como novedad que es el primero de oficinas que se edifica en Madrid. Este tipo de edificios son típicos en ciudades americanas como Boston y Chicago o en Inglaterra.

### Construcción
Al recibir el encargo para proyectar el edificio de la sucursal del Banco Español del Río de la Plata en 1910, los arquitectos españoles Antonio Palacios Ramilo y Joaquín Otamendi, ambos se encuentran ocupados en el proceso constructivo del Palacio de Comunicaciones y del Hospital de Maudes (denominado también de Hospital de Jornaleros de San Francisco de Paula). La nueva sede del Banco adquirió los 18 000 metros cuadrados de terrenos pertenecientes al solar de planta rectangular del antiguo Palacio del Marqués de Casa-Irujo. El edificio del palacio de Irujo, que daba lugar al solar, fue muy elogiado en su época. En su planta baja estaba ubicado el Café Cervantes.
El contratista de la obra es Celestino Madurell. Uno de los ayudantes de Palacios es Secundino Zuazo, que comienza con esta obra a prestarle asistencia. Precisamente, justo delante de sus andamios de construcción, sufre un atentado el 13 de abril de 1913 el rey Alfonso XIII por el anarquista Sancho Alegre que le disparó dos veces con su revólver.
El diseño de Palacios y Otamendi se realiza de tal forma que la entrada al edificio da lugar a un espacioso primer piso. Sigue el modelo diáfano de las Obras de Palacios, inspirados en los modelos americanos de la época: gran patio de operaciones. Las tres plantas restantes se dedican a oficinas. Las amplias crujías del interior se realizan gracias al empleo de vigas metálicas que se pueden ver en el interior. Palacios con esta obra se refuerza en su éxito, debido a su popularidad y estilo recibe encargos diversos. Debido a la relación con los hermanos Otamendi comienza sus estudios en los primeros pasos del Metro de Madrid, durante la construcción del Banco comienza a diseñar las entradas de las bocas y accesos del metro madrileño. El 29 de abril de 1918 se inaugura el edificio.

### Banco Central Hispano
La sede principal del Banco Español del Río de la Plata, fue posteriormente la del Banco Central, tras la fusión con aquel. En las ilustraciones y fotografías ya durante los años de la II República española se puede leer el rótulo "BANCO CENTRAL" en la coronación del edificio. En las reformas que se realizaron por aquellos años, que abrieron tres plantas para ganar metros cuadrados, se perdió la espectaculaidad del gran vestíbulo central, y la vista de la vidriera en la cúpula. Fue en este momento cuando se realizó la ampliación del edificio hacia la calle Barquillo, a cargo del arquitecto Manuel Cabanyes, en un proyecto que no respetaba la continuidad con el original. Desde 1929 el edificio se encuentra cercano al Colegio Oficial de Arquitectos de Madrid.
Tras la fusión del Banco Central con el Banco Hispanoamericano, pasó a ser la sede del nuevo Banco Central Hispano (BCH). A continuación pasó a formar parte de los activos del Banco Santander al fusionarse ambas entidades, siendo vendido finalmente al Ayuntamiento de Madrid que, posteriormente, en 2003, lo permutó con el Gobierno de España a cambio del Palacio de Comunicaciones (otro edificio proyectado por Palacios). Se incluye en el Catálogo de Edificios Protegidos del Plan General de Ordenación Urbana de Madrid. En esta categoría se incluyen aquellos edificios que son considerados de cierta relevancia tanto en la historia del arte y de la arquitectura española o madrileña, o que bien constituyan un hito dentro de la trama urbana de la ciudad.

### Sede del Instituto Cervantes

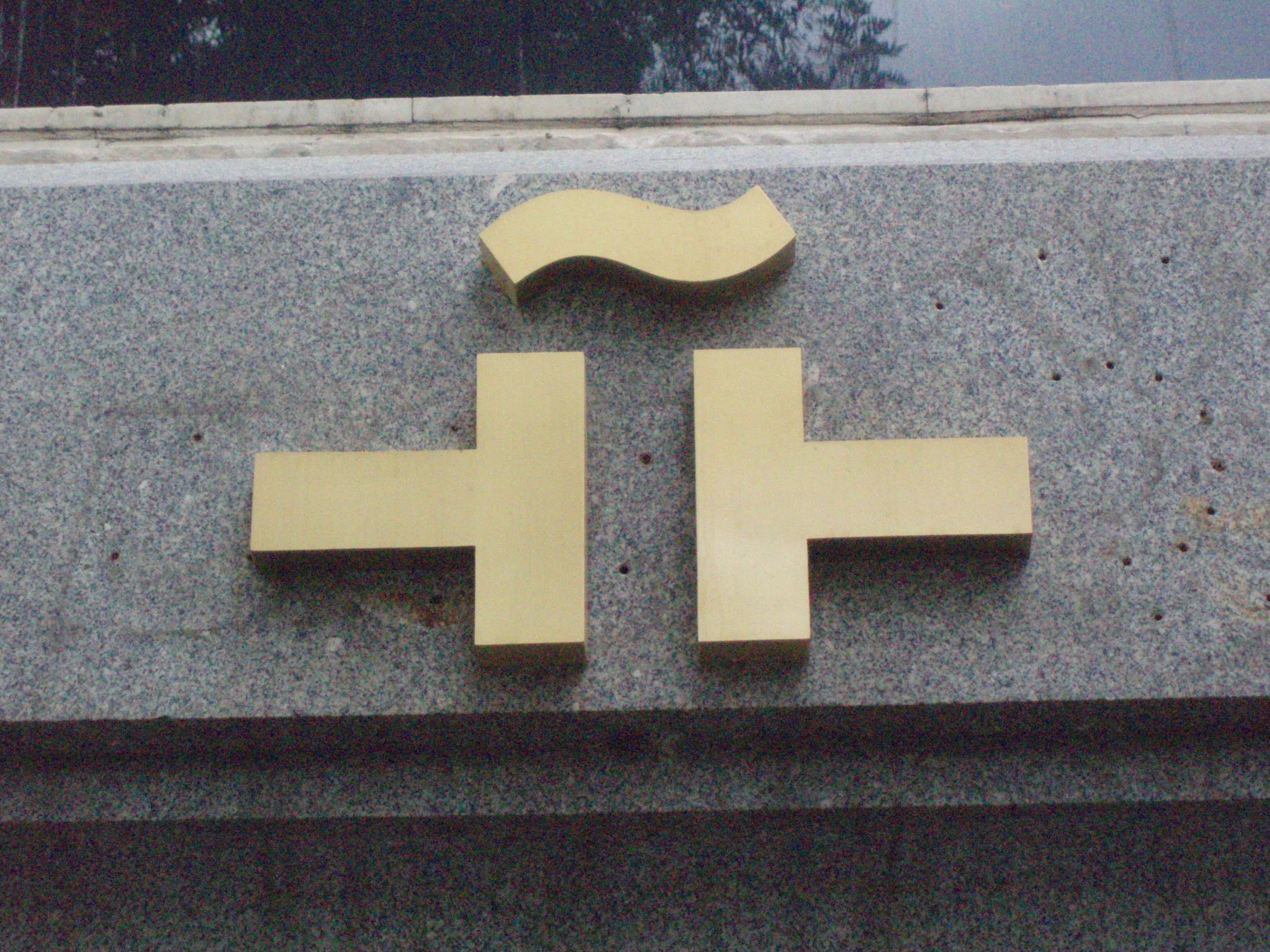
Logo del Instituto Cervantes presidiendo su fachada.

A comienzos de siglo XXI se convierte en la primera sede del Instituto Cervantes, institución cultural pública dependiente del Ministerio de Asuntos Exteriores de España, utilizándose en parte como centro para exposiciones y para oficinas. El icono de IC (diseño de Enric Satué) se coloca en la portada del edificio, situándose entre las cariátides en octubre de 2006. El 12 de octubre de 2006 es inaugurado por los reyes de España. La segunda sede, que se utiliza como centro de formación de profesores, está ubicada en el Colegio del Rey de Alcalá de Henares. Se reúnen en las dependencias de este nuevo edificio los empleados de diversas oficinas de Madrid, entre ellas las procedentes del palacio de la Trinidad. El edificio remodelado acomoda las oficinas de administración, las salas de exposiciones y un auditorio para un aforo de 1200 personas.

## Características

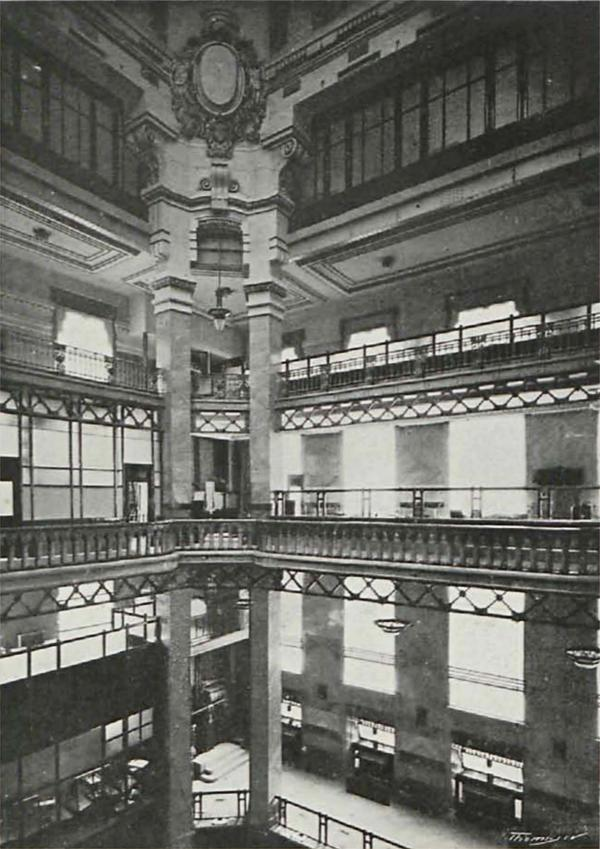
Patio de Operaciones original en 1918, destruido en 1947.
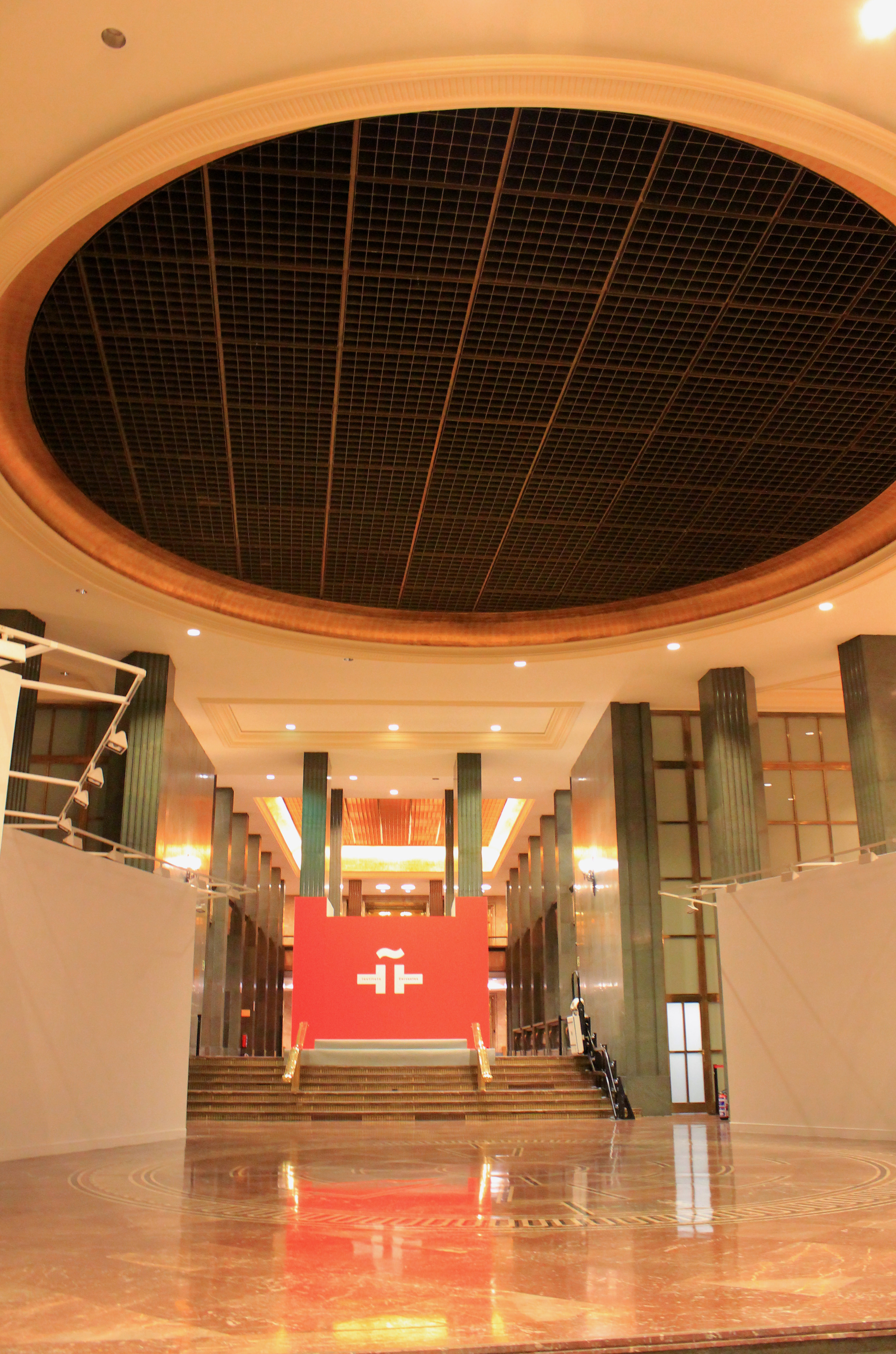
Estado actual del Patio de Operaciones tras ser subdivido en plantas.
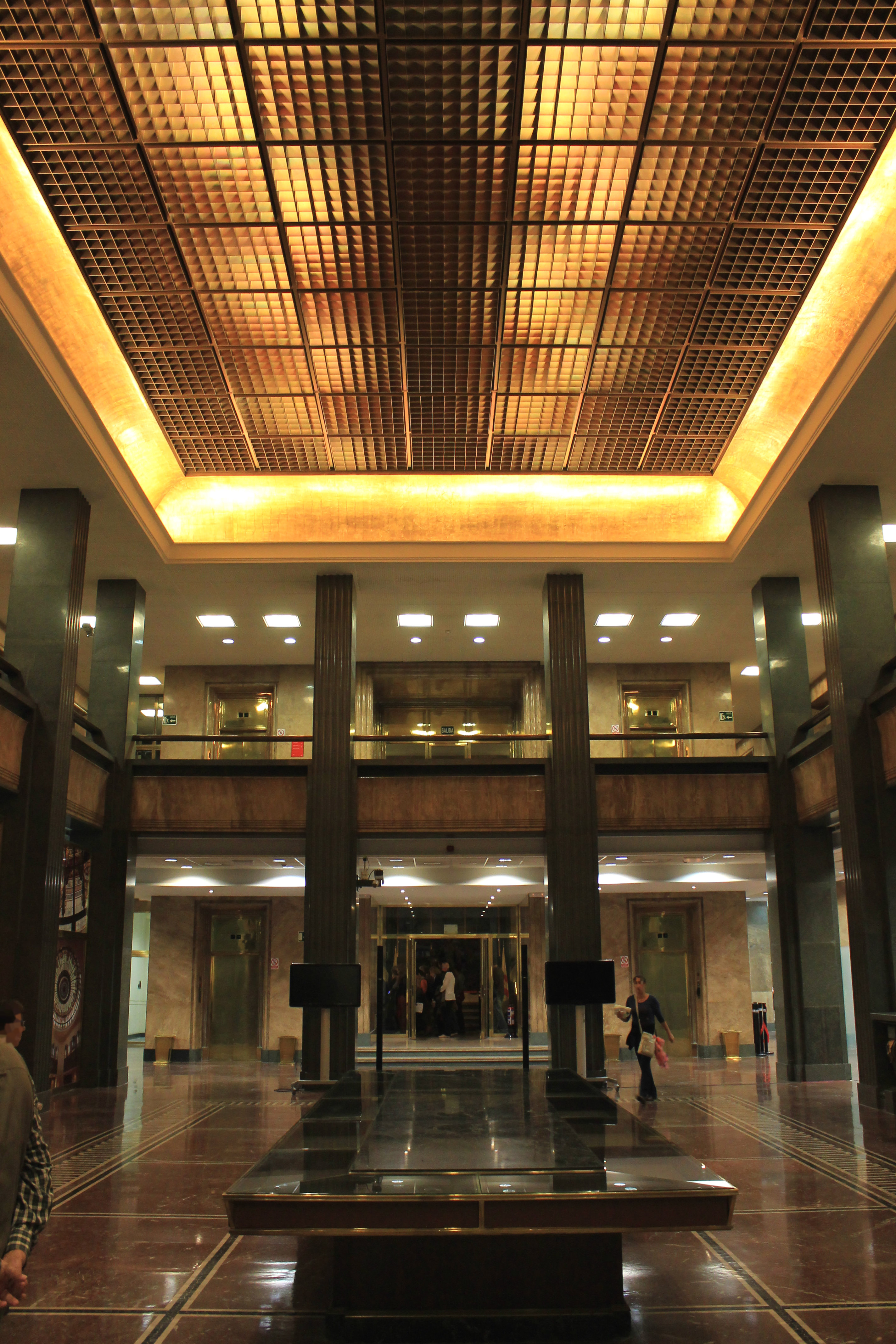
Nuevo patio central de 1947.
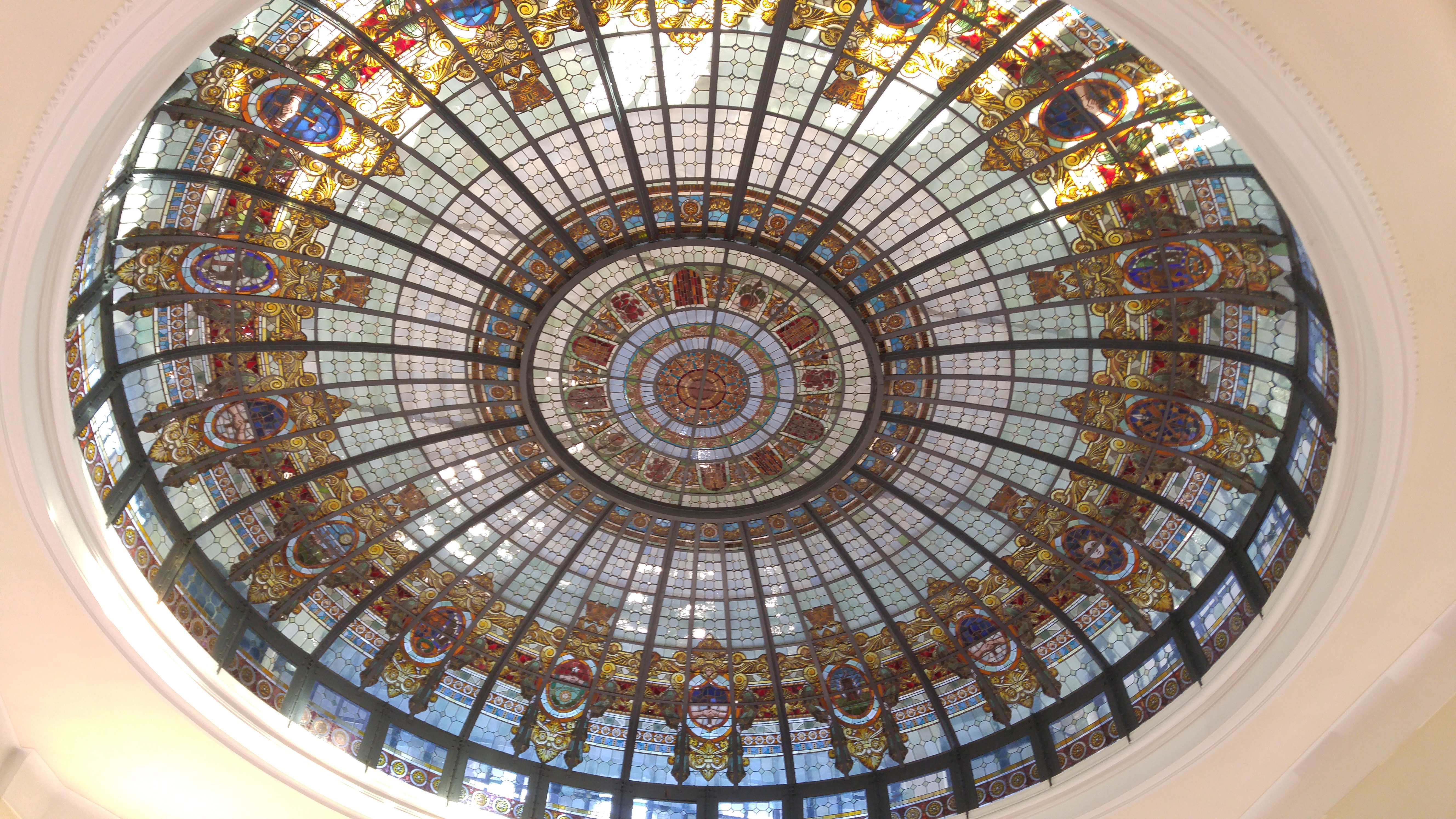
Techo de cristal original del antiguo Patio de Operaciones, hoy en la última planta.
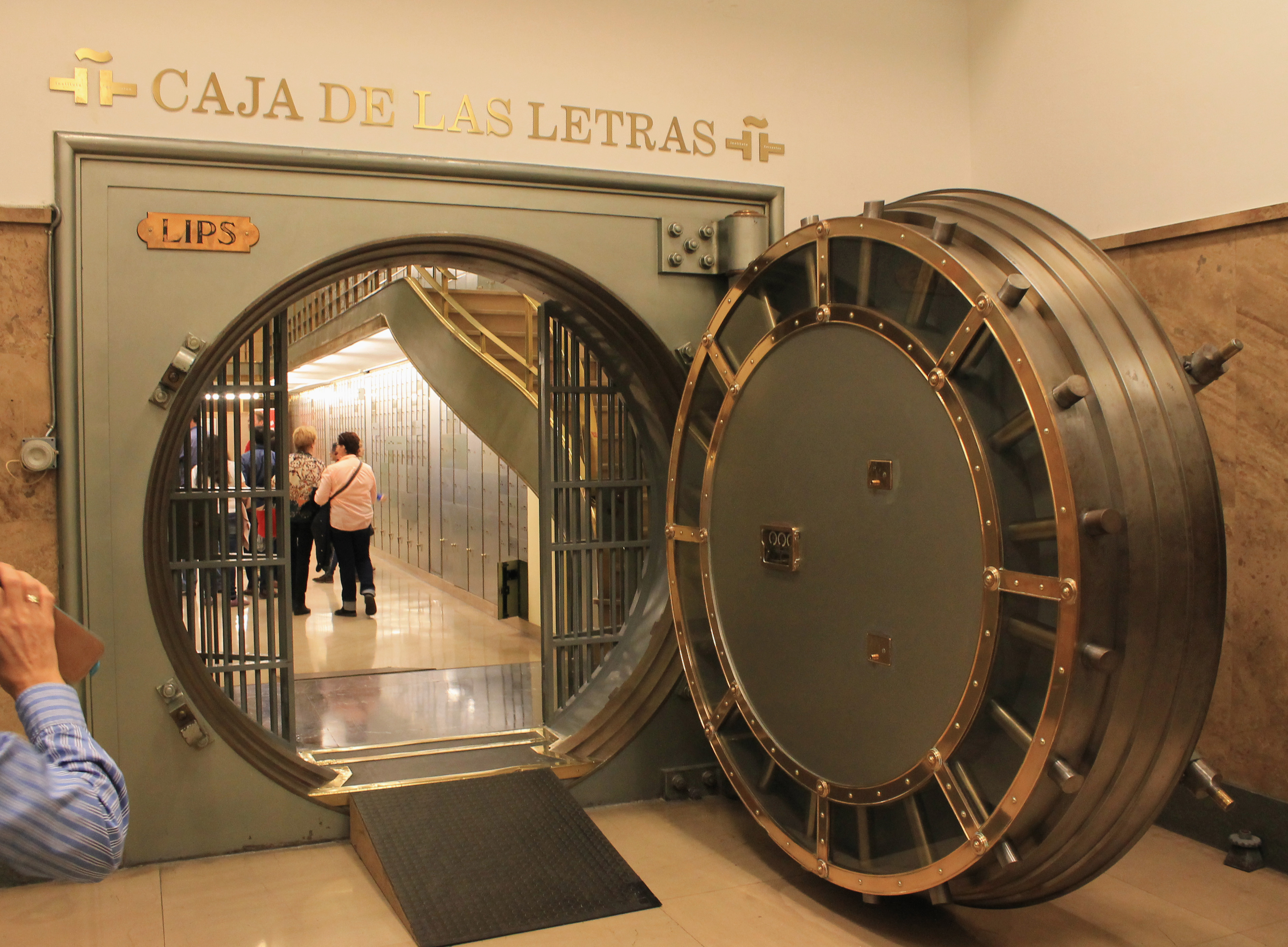
Cámara acorazada, actual Caja de las Letras.

La edificación posee una altura total de veinticinco metros, lo que suponía superar en casi siete metros la altura permitida por las normas municipales de la época (el máximo permitido para esta zona era de dieciocho metros). Permiso concedido con carácter extraordinario, especialmente a este edificio. La entrada se salva con una escalinata de tres escalones con respecto a la rasante de la calle de Alcalá. Dicha entrada se encuentra en la esquina achaflanada de la calle Barquillo con Alcalá. Desde esa esquina se acedia al "Hall Principal" (denominado en algunas ocasiones "Patio de Operaciones"), hoy desaparecido, del edificio mediante una puerta giratoria dorada. En la coronación del edificio, vista desde esta esquina, hay una esfera de un reloj.

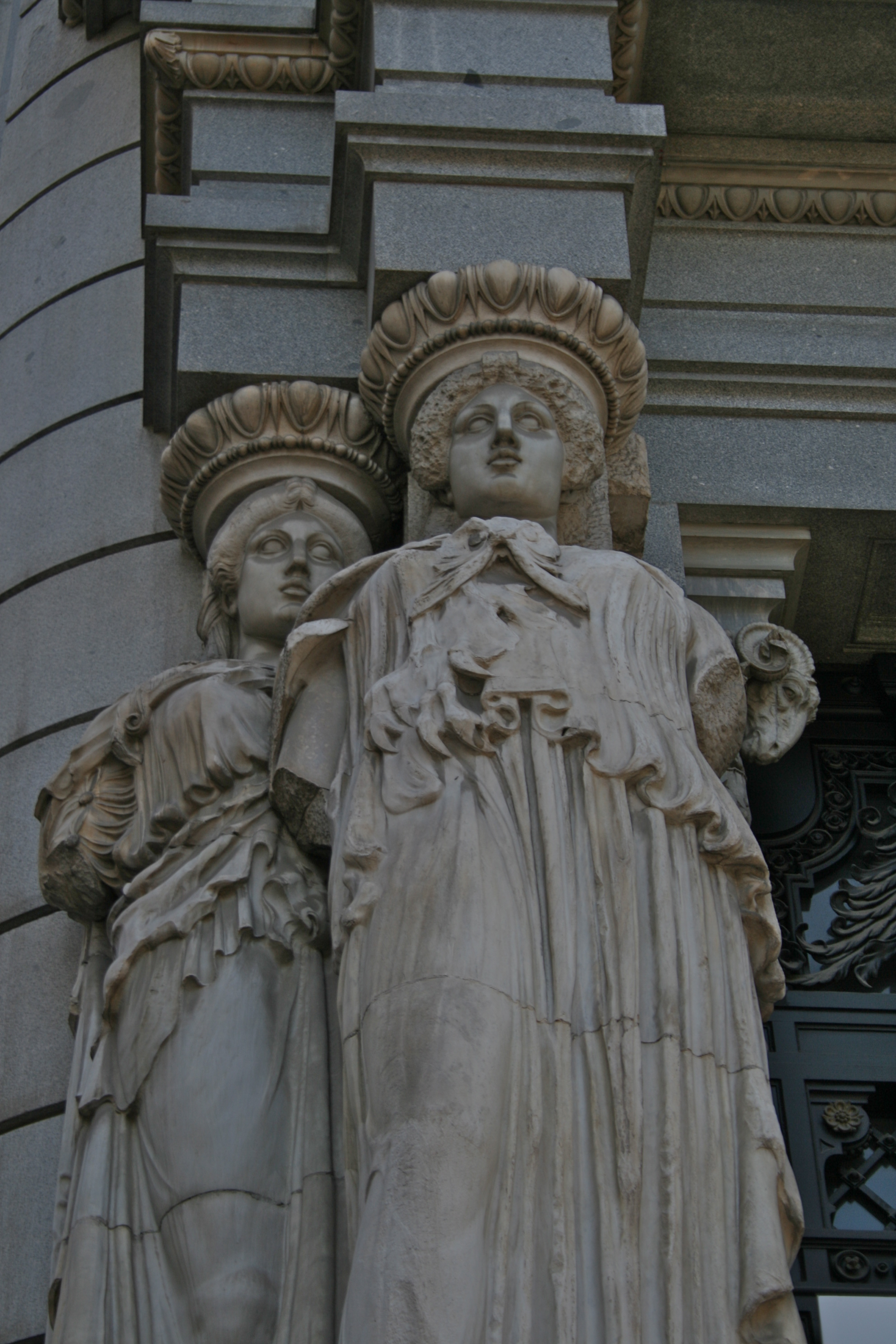
Dos de las cariátides (lado izquierdo).

El diseño básico del edificio consiste en un monumental paralelepípedo, con cuatro cariátides esculpidas en piedra flanqueando la entrada principal (dos a cada lado). Este motivo tan espectacular es el que le confirmó con el popular nombre de: Edificio de Las Cariátides. El estilo arquitectónico se ubica dentro de lo que se denomina clasicismo monumental. Los detalles ornamentales que decoran la fachada, y las cuatro cariátides fueron realizados por el escultor romántico Ángel García Díaz, colaborador habitual de Antonio Palacios desde los comienzos de su carrera. Se menciona que este motivo de las cariátides fue inspirado de la obra de Ricardo Velázquez (profesor de Palacios) al diseñar la entrada del edificio del Ministerio de Fomento (1893-1897). En el lado opuesto a la entrada se dispuso de espacio para la ubicación de los departamentos de los altos funcionarios del Banco. Al fusionarse el Banco Río de la Plata con el Central en 1947, se produjo una ampliación del edificio a lo largo de la calle Barquillo: el encargado de dicha ampliación fue el arquitecto Manuel Cabanyes Mata.
Construido alrededor de un patio central cubierto, hoy desaparecido, delimitado por diez columnas jónicas (en forma de columnata), dando sensación de un orden perfecto, y entre las cuales se hallan los acristalamientos del edificio. Las columnas se realizan en granito pulido, técnica que introduce Palacios por primera vez en España. Dicha técnica la empleará posteriormente en otros edificios de Madrid (un ejemplo: El Círculo de Bellas Artes). El cuerpo inferior se ve rematado por un entablamento, mientras que el superior es más pequeño y aparece retranqueado. La entrada del edificio da lugar a la primera planta de espacio diáfano: el "Gran Hall", hoy de una sola planta. El empleo de estructuras metálicas de hierro que soportan la primera planta de acceso, fue apodada como "el submarino" por los antiguos empleados del Banco del Río de la Planta. Este tipo de espacios abiertos es muy característico de otros edificios de Antonio Palacios. En los subsuelos se encontraba la cámara acorazada con las cajas fuertes de los títulos, posteriormente bautiza como Caja de las Letras por el Instituto Cervantes.
El Hall Central se diseñó en su momento como un apartado reservado a los empleados, circulando el público por pasillos perimetrales de tres metros de ancho. Junto a estos pasillos se encontraban situadas las taquillas que hacían las funciones de comunicación de los clientes con los empleados en las operaciones bancarias. Los mostradores se han acabado en mármol verde y apliques de bronce. En la actualidad estas zonas abiertas se han despejado, dando lugar a un espacio dedicado a la realización de exposiciones culturales.